# Boommens (gravure)
De boommens is een ets naar een tekening van de Zuid-Nederlandse schilder Jheronimus Bosch.

## Voorstelling
Het stelt een wonderlijk monster voor in een weids landschap. Zijn menselijk hoofd wordt gedragen door een boomachtig lijf. De stronkachtige benen staan in kleine bootjes. In het landschap bevinden zich een hert, een uil en andere vogels. De reusachtige man draagt een kruik op zijn hoofd en door een gat in zijn romp is een ogenschijnlijk feestvierend gezelschap rondom een ronde tafel te zien. Uit dit gat steekt een vlag met een halve maan erop. Op de voorgrond keren een schilder en zijn vrouw zich naar de toeschouwer. Daarnaast verricht een astronoom metingen. Helemaal rechts staat een groepje nieuwsgierigen.

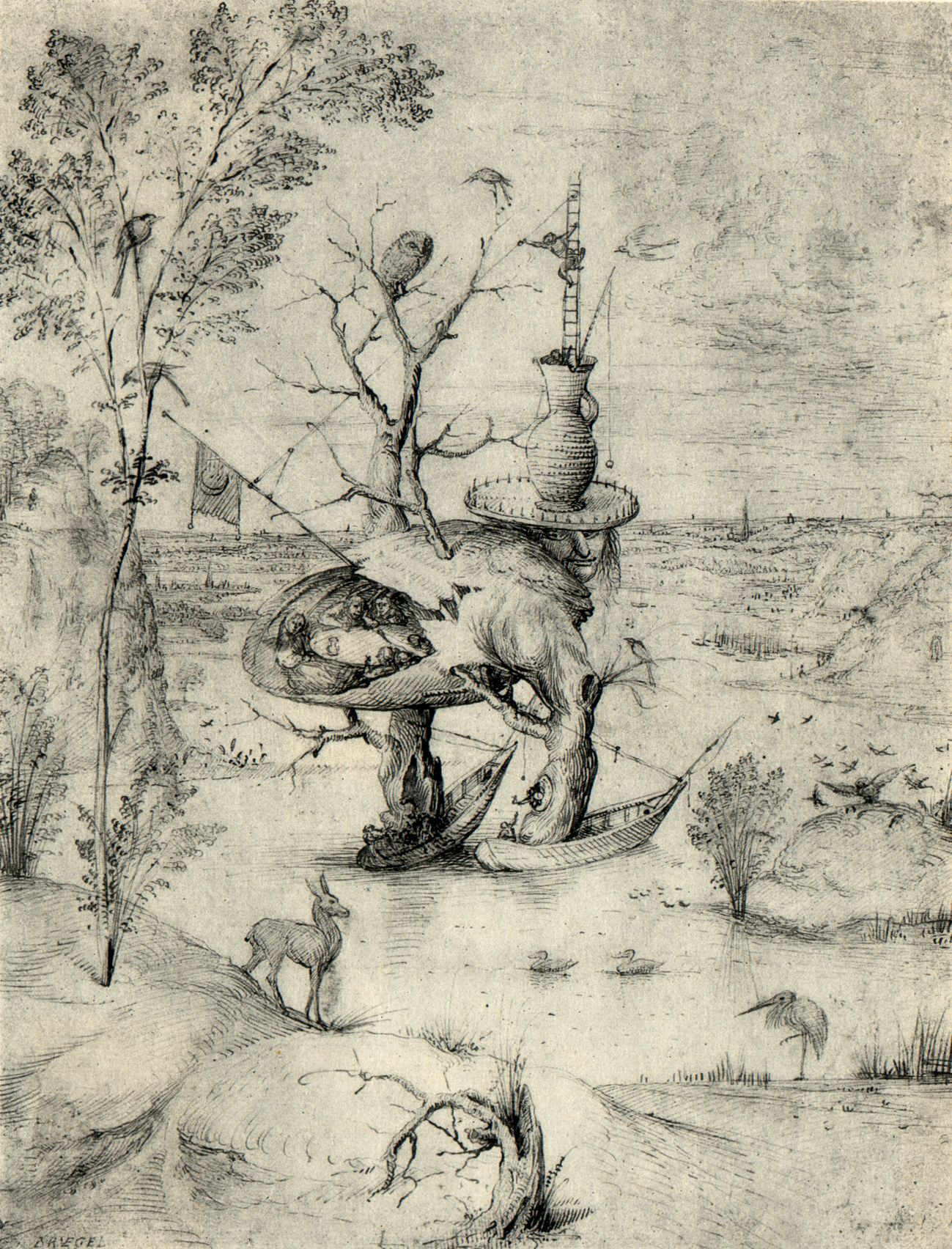
Jheronimus Bosch. Boommens. Wenen, Albertina.

De prent is ontleend aan de tekening Boommens in de Albertina in Wenen. Het monster komt ook voor op het rechter binnenluik van de Tuin der lusten en nog op drie andere tekeningen uit de omgeving van Jheronimus Bosch (in Berlijn, Dresden en Londen). Bosch-auteur Dirk Bax ziet in de geschilderde boommens een gans die met zijn hals en kop naar beneden hangt. In samenhang met motieven op vergelijkbare voorstellingen interpreteert hij de boommens als een verlopen pretmaker, die aan lager wal is geraakt.
De prentkunstenaar heeft veel symbolische details, zoals de door vogels bedreigde uil, zoals deze ook voorkomt op de tekening Uilennest, weggelaten. De toeschouwers hebben waarschijnlijk geen symbolische betekenis, maar zijn gewoon toeschouwers die zich verbazen over wat er zich voor hen afspeelt.

## Toeschrijving
De prent werd in 1891 voor het eerst door Henri Hymans afgebeeld en besproken. Hetzelfde jaar bracht Theodor von Frimmel hem in verband met de tekening in de Albertina, die hij toeschreef aan Herri met de Bles. Otto Benesch schreef de tekening voor het eerst aan Bosch toe.